# Clássico rosarino
O Dérbi de Rosário ou Clásico rosarino, é o confronto do futebol argentino entre o Newell's Old Boys e o Rosario Central, os dois principais clubes da cidade de Rosário. Disputado desde 1905, é o clássico de futebol mais antigo da Argentina e amplamente considerado como o dérbi mais importante do país fora da Grande Buenos Aires.
Os apelidos das equipes se relacionam com o incidente em que o Rosario Central se recusou a jogar um jogo de caridade para uma instituição de caridade para a lepra, daí o apelido deles "Canallas" (Canalhas). O Newell's Old Boys interveio para jogar o jogo e ganhou o apelido de "Los Leprosos" (Os Leprosos).

## História do Clássico Rosarino
A primeira vitória oficial do Rosario Central sobre o Newell´s foi em 8 de setembro de 1907 pela Copa Vila por 2 a 0. Até ali foram cinco jogos, com três vitórias do Newell's e dois empates. Esta foi a primeira derrota oficial do Newell´s na Liga Rosarina, pois até então os rubro-negros registravam uma série invicta de 26 partidas, com 24 vitórias e dois empates, ambos ante Rosario Central, um por 2 a 2 em 1905 e outro por 1 a 1 em 1906.
Na primeira divisão do futebol argentino estes clubes se confrontam desde 18 de junho de 1939, quando empataram em 1 a 1.
Segundo pesquisa do Instituto Entrepreneur para a revista El Gráfico número 4.118 de 11 de setembro de 1998, o Rosario Central tem a sexta maior torcida da Argentina, com 3,2 % da torcida no país (o que equivale a 1.107.000 torcedores) e o Newell's a oitava, com 2,2% (761.000 torcedores). Conforme apurado em diversas pesquisas, Rosário é uma das poucas cidades desse país, assim como ocorre também em La Plata, Santa Fe, Córdoba e San Miguel de Tucumán, onde os clubes locais superam em popularidade Boca Juniors e River Plate, os dois clubes mais populares da Argentina.
Até o ano de 2024, o Newell's tem seis títulos do Campeonato Argentino, três copas nacionais oficiais, e dois vice campeonatos da Copa Libertadores da América. O Rosario Central tem quatro títulos argentinos, sete copas nacionais oficiais, um título internacional oficial da Copa Conmebol (precursora da atual Copa Sul-Americana) e um vice campeonato dessa mesma copa. Além disso, o Rosario Central foi semifinalista da Copa Libertadores nos anos de 1975 e de 2001.
Os dois rivais se confrontam habitualmente no Estádio Gigante de Arroyito, pertencente ao Rosario Central, e no Estádio Marcelo Bielsa, do Newell's, ambos com capacidade para cerca de 42.000 espectadores.

### LeprososeCanallas
Nos anos 1920, um grupo de senhoras da cidade de Rosário, organizou uma campanha para arrecadar fundos para ajudar um dispensário de leprosos e convidou os dois grandes clubes da cidade - Rosario Central e  Newell's Old Boys - para participarem. O Newell's Old Boys concordou em participar, mas o Rosario Central, não. Desde esse dia, os jogadores e torcedores do Newell's são chamados de "leprosos", enquanto os do Rosario são chamados de "canallas" ("canalhas").

## Estatísticas
- Atualizado em 15 de fevereiro de 2025.

#### Estatísticas totais desde a era amadora até o presente (1905-2025)
Contando os clássicos desde o início da era amadora em Rosário (1905-1938) até a atualidade, os números são os seguintes:
| Estatísticas (Jogos oficiais) |                                                                            |
| Número de partidas            | 279                                                                        |
| Vitórias do Rosário Central   | 97                                                                         |
| Vitórias do Newell's Old Boys | 77                                                                         |
| Empates                       | 103 (dois jogos foram dados como derrotas a ambos por conta de incidentes) |

| Estatísticas (Todos os jogos) |                                                                            |
| Número de partidas            | 366                                                                        |
| Vitórias do Rosário Central   | 128                                                                        |
| Vitórias do Newell's Old Boys | 107                                                                        |
| Empates                       | 126 (dois jogos foram dados como derrotas a ambos por conta de incidentes) |

#### Torneios oficiais da Primeira Divisao daAFAa partir de1939
- Número de partidas: 177 [9]
- Vitórias do Central: 55
- Vitórias do Newell's: 43
- Empates: 77 (dois jogos foram dados por perdidos a as duas equipes) [10]
- Maiores goleadas do Central: 4 a 0 em 1964 e 1997
- Maiores goleadas do Newell's: 5 a 0 em 1941 e 4 a 0 em 1991
- Maior goleador do Central: Edgardo Bauza, 9 gols
- Maior goleador do Newell's: Santamaría, 9 gols

## Títulos oficiáis
| Competição                                | R. Central | Newell's |
| ----------------------------------------- | ---------- | -------- |
| Campeonato Argentino de Futebol           | 4          | 6        |
| Copas nacionais do futebol argentino      | 7          | 3        |
| Copas internacionais oficiáis da CONMEBOL | 1          | 0        |
| Ligas e copas regionais (LRF e FSF)       | 23         | 16       |
| Total                                     | 35         | 25       |